# Серет Лівий
Сере́т Лі́вий — річка в Україні, у Тернопільському районі Тернопільської області. Ліва притока Серету (басейн Дністра). 
Довжина 13 км. Витікає майже з межі Львівської та Тернопільської областей, у селі Чорний Ліс, на висоті близько 400 метрів. Впадає в Серет між селами Межигори Золочівського району Львівської області і Ратищі Тернопільського району.
Має декілька приток, переважно потоки однойменних сіл: потік Чорнолісний, Пилиповецький, Ліщина. А також річечки Сиорля, Самець, Малий Серет, Вятина. У майже кожному населеному пункті, вздовж яких тече річка, створені рукотворні ставки. 
Населені пункти над Серетом Лівим:
- Чорний Ліс;
- Панасівка (в деяких згадках Серет Лівий ще називають Панасовицьким Серетом);
- Загір'я;
- Серетець;
- Яснище;
- Підберізці;
- Вербівчик;
- Орихівчик;
- Ратищі;

За минулі століття воду річки використовували для сільського господарства (водяні млини, круподерки), та для виробництва сукна (сукнобійки). Після Першої світової війни річку використовували для виробництва електроенергії. В сучасний період вода річки іде для зрошення сільськогосподарських угідь (у посушливий літній період), також для домашніх потреб, а у ставах, утворених на руслі річки, розводять рибу та водоплавну птицю.